# 運輸省 (イギリス)
運輸省（うんゆしょう、英語: Department for Transport; DfT ウェールズ語: Adran am Drafnidiaeth）は、イギリスの行政機関の一つ。
海運、航空、港湾、鉄道、道路、自動車（基準、登録・検査、運転免許）、運輸に係る環境問題、運輸保安、事故調査等を所掌事務とする。

## 沿革
運輸および交通に関連する諸問題に対処する為、英国政府は度々省の再編を実施してきた。
- 2002– 運輸省（Department for Transport）– 現行
- 2001–2002: 運輸・地方自治・地域省（Department for Transport, Local Government and the Regions）
- 1997–2001: 環境・運輸・地域省（Department for the Environment, Transport and the Regions）
- 1981–1997: 運輸省（Department of Transport）
- 1979–1981: 運輸省（Ministry of Transport）
- 1976–1979: 運輸省（Department of Transport）
- 1970–1976: 環境省（Department for the Environment）
- 1959–1970: 運輸省（Ministry of Transport）
- 1953–1959: 運輸・航空省（Ministry of Transport and Civil Aviation）
- 1945–1953: 運輸省（Ministry of Transport）
- 1941–1945: 戦時輸送省（Ministry of War Transport）– 海運省（Ministry of Shipping）を吸収
- 1919–1941: 運輸省（Ministry of Transport）

かつての省名Ministry of Transportは、日本の車検制度に相当する英国の自動車検査制度MOTテストにその名残を留めている。